# Stainach-Pürgg
Stainach-Pürgg osztrák község Stájerország Liezeni járásában. 2017 januárjában 2856 lakosa volt. 

## Elhelyezkedése

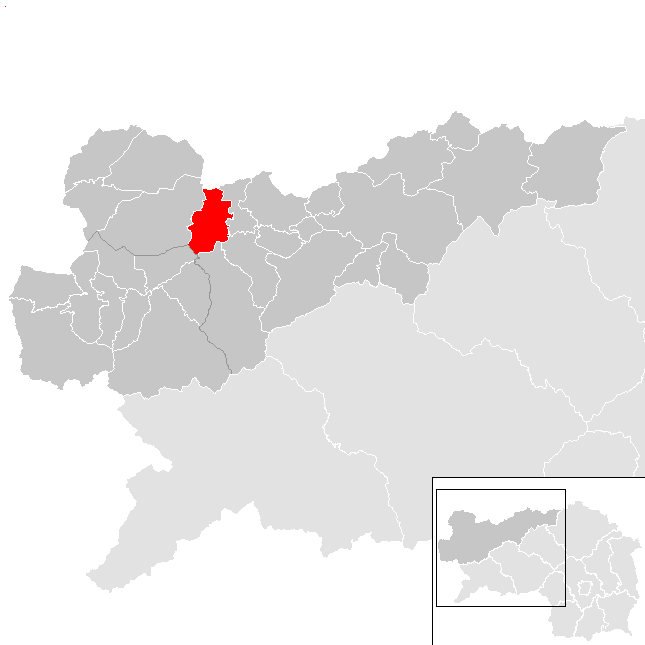
Stainach-Pürgg a Liezeni járásban

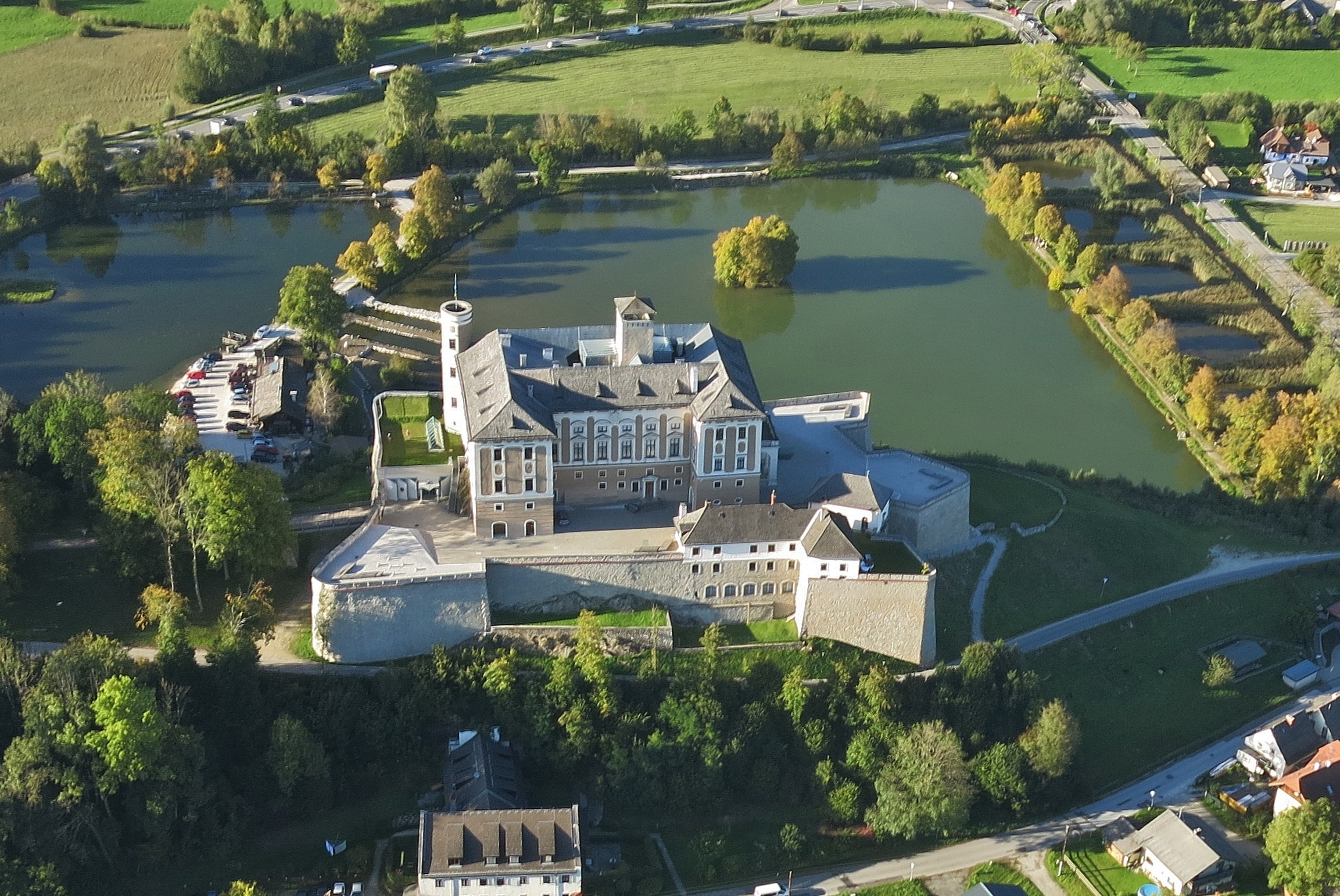
A trautenfelsi kastélyl

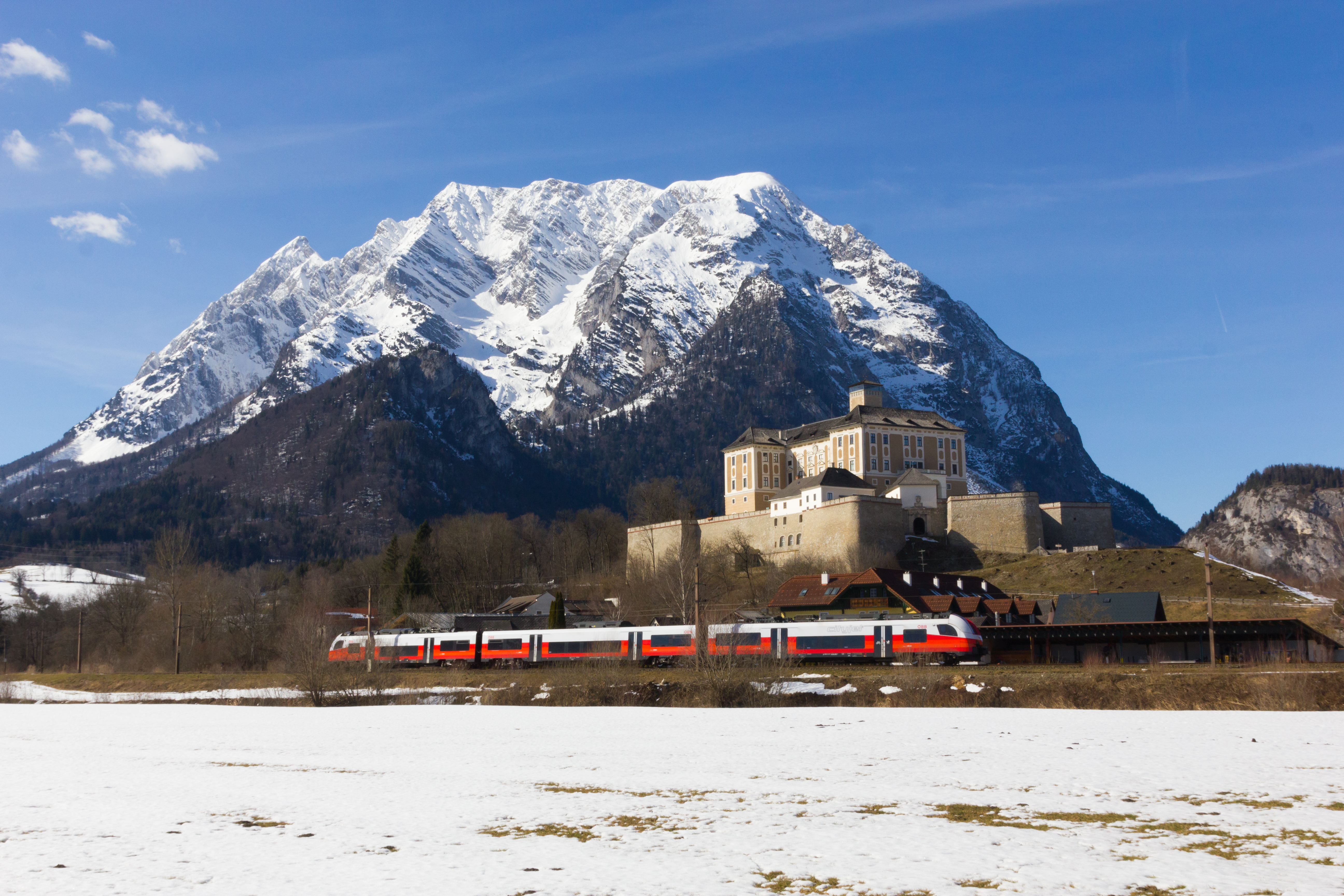
A trautenfelsi kastély, háttérben a Grimming csúcsával

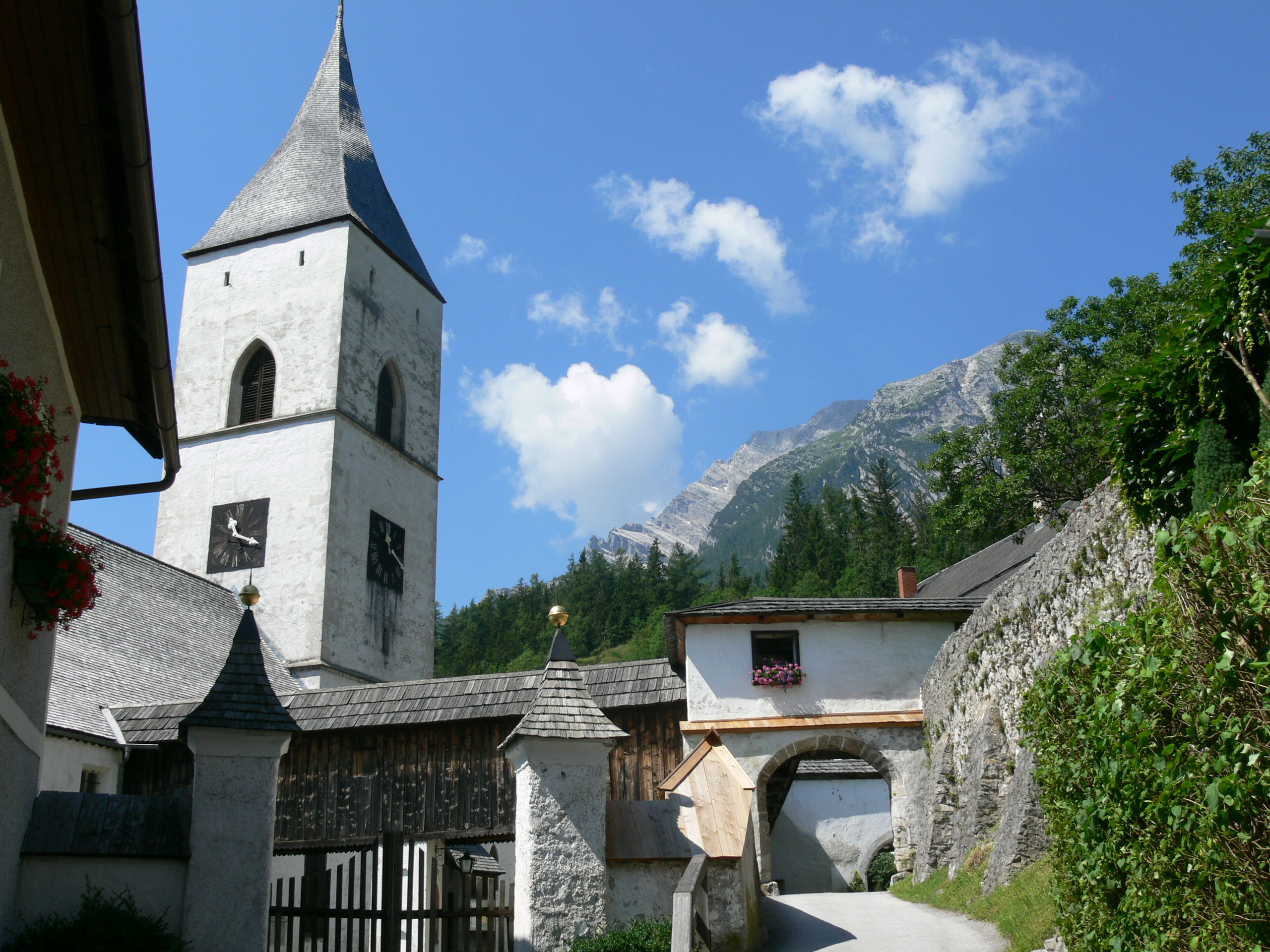
A pürggi Szt. György-templom tornya és a temető bejárata

Stainach-Pürgg Felső-Stájerország északnyugati részén fekszik az Enns folyó bal partján. Területének északi része a Totes-hegységre esik. Legmagasabb pontja a 2351 méteres Grimming, amely Európa nyugati felének legmagasabb különálló hegycsúcsa és látványával az egész térséget meghatározza. Az önkormányzat 4 katasztrális községben (Neuhaus, Pürgg, Stainach, Zlem) 7 települést egyesít: Niederhofen (61 lakos), Pürgg (169), Stainach (1911), Trautenfels (142), Unterburg (278), Untergrimming (133) és Zlem (162). A polgármesteri hivatal Stainachban található.  
A környező önkormányzatok: keletre Wörschach, délkeletre Aigen im Ennstal, délre Irdning-Donnersbachtal, délnyugatra Mitterberg-Sankt Martin, nyugatra Bad Mitterndorf, északra Hinterstoder (Felső-Ausztria).

## Története
Stainach neve 1659 előtt Gruscharn volt. Első említése 1195-ből származik, amikor egy bizonyos Hiltigrims von Gruscharn neve szerepel egy oklevélben. Egyes feltételezések szerint V. Gergely pápa itt született, szülei udvarházában. Egy sziklagerincen épült Grauscharn vára 1160 körül, ahonnan III. Ottokár stájer őrgróf uralta az Enns völgyét. A várból mára csak a 12. századi Szt. János-kápolna maradt. Az egyházközség központja Pürggben volt, amelyet 1490-től a Szt. György-lovagrend, 1599-től pedig a grazi jezsuiták felügyeltek. A von Stainach család a 18. században grófi rangra emelkedett. A feudális földbirtokot 1848-ban felszámolták és 1850-ben megalakult a községi tanács. 1875-ben az Ennstalbahn, 1877-ben pedig az Ausseerbahn vasutak megépülésével a község előtt új gazdasági távlatok nyíltak. Amikor 1938-ban Ausztria csatlakozott a Német Birodalomhoz, Stainach a Stájerországi reichsgau része lett, majd a második világháború után a brit megszállási zónába került. 1958-ban Stainach saját egyházközséget kapott. 
Az önkormányzat a 2015-ös stájerországi közigazgatási reform során alakult meg az addig önálló Stainach és Pürgg-Trautenfels községek egyesülésével.

## Lakosság
A Stainach-Pürgg-i önkormányzat terület 2017 januárjában 2856 fő élt. A lakosságszám 1971-ben érte el a csúcspontját 3208 fővel, azóta csökkenő tendenciát mutat. 2015-ben a helybeliek 87,4%-a volt osztrák állampolgár; a külföldiek közül 2,3% a régi (2004 előtti), 6% az új EU-tagállamokból érkezett. 3,4% a volt Jugoszlávia (Szlovénia és Horvátország nélkül) vagy Törökország, 0,9% egyéb országok polgára. 2001-ben Stainachban a lakosok 78,9%-a (Prügg-Tautenfelsben 90,1%) római katolikusnak, 8,1% (3,9%) evangélikusnak, 6,1% (0,6%) mohamedánnak, 5% (4,1%) pedig felekezet nélkülinek vallotta magát. Ugyanekkor 3 magyar élt Stainachban.

## Látnivalók

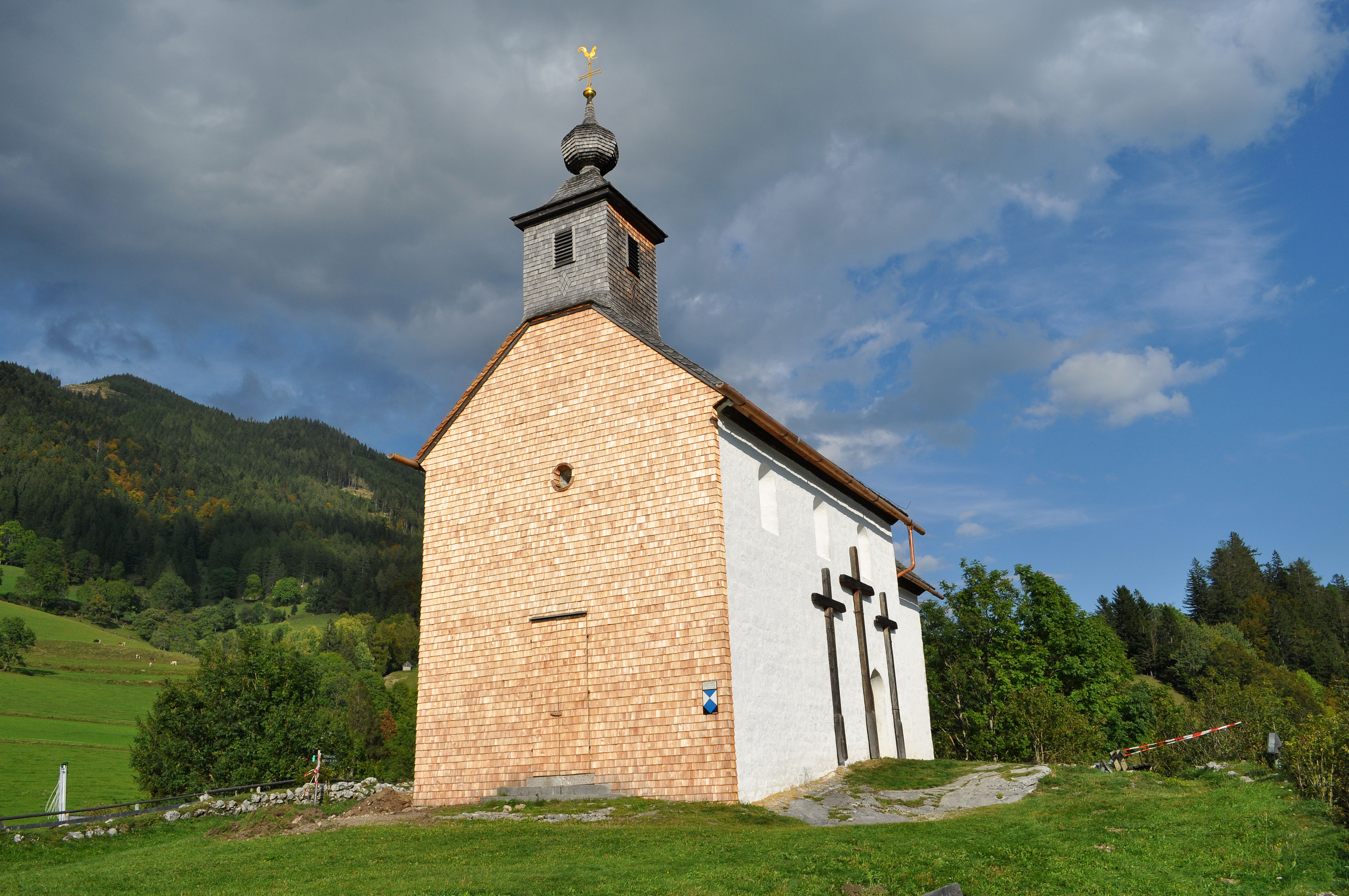
A Szt. János-kápolna

- a trautenfelsi kastély a 13. században épült az Enns partján. Mai barokkos külsejét a 17. században kapta, amikor akkori tulajdonosa Siegmund von Trauttmansdorff az addigi várat kibővítette és kastéllyá alakította. Ma múzeum működik benne.
- Pürgg gótikus Szt. György-plébániatemploma és a 16. századi plébánia
- Pürgg Szt. János-kápolnája
- Stainach Szt. Rupert-temploma
- a Friedstein-kastély
- Oberstainach várának romjai

## Közlekedés

### Vasúti közlekedés
A Bahnhof Stainach-Irdning az Ennstalbahn és a Salzkammergutbahn találkozásánál fekszik. 

### Közúti közlekedés
Trautenfels az Ennstal Straße (B 320, Salzburg ill. Graz irányába) és a Salzkammergutstraße (B 145, Salzkammergut irányába) találkozásánál fekszik. 

## Fordítás
- Ez a szócikk részben vagy egészben  a    Stainach-Pürgg című német Wikipédia-szócikk ezen változatának fordításán alapul.  Az eredeti cikk szerkesztőit annak laptörténete sorolja fel. Ez a jelzés csupán a megfogalmazás eredetét és a szerzői jogokat jelzi, nem szolgál a cikkben szereplő információk forrásmegjelöléseként.